# 田中吉興
田中 吉興（たなか よしおき）は、江戸時代前期の大名。筑後柳川藩主・田中吉政の三男。

## 生涯
初代筑後国主・田中吉政の三男として生まれる。
長兄の吉次は父と不和のため廃嫡され、次兄の則政も病死していたことから、長幼の順では吉興が後継者となるところであったが、病弱を理由として弟の忠政が継嗣とされ、第2代筑後国主となった。のちに忠政から3万石を分知され、現在の久留米市田主丸町村島に居館を構える。田主丸の町並みも、そのころに作られたと思われる。
元和6年（1620年）に忠政が死去して無嗣断絶となったのち、近江国野洲郡・三河国田原・上野国新田などで合計2万石を与えられ、大名としての田中家の名跡を継いだ。
吉興には男子がなかったため、元和8年（1622年）8月に徳川家譜代家臣の菅沼定盈の八男を娘婿に迎え、田中吉官と名乗らせて家督を譲った。吉官は江戸幕府の小姓頭を務めたが、元和9年（1623年）9月に部下の罪に連座し除封され、のちに旗本として起用された。なお、田中一族には父・吉政の弟に田中兵庫助氏次がおり、この系統が肥後細川藩士として続いていたが、吉政とは不和だったためか、柳川の田中本家断絶の折にも吉興に嗣子がない折にも養子を送ることはしていない。
寛永6年（1629年）に死去した。